# Вишневе (Золотоніський район)
Вишневе — селище в Україні, у Золотоніському районі Черкаської області. Входить до складу Шрамківської сільської громади. Населення — 386 чоловік (на 2009 рік). Площа населеного пункту — 82,8 га, сільськогосподарських угідь — 936,8 га.

## Історія
Село засновано як економія на початку XX століття купцем І. Абросимовим, на базі якої у 1921 році було створено Кононівський радгосп. У 70-ті роки XX століття розбудувалося й в 1974 році одержало свою нинішню назву.
Село постраждало внаслідок геноциду українського народу, проведеного окупаційним урядом СРСР 1923-1933 та 1946-1947 роках. Кількість жертв в Драбівському районі та в селі Вишневе під час колективізації та Голодомору достеменно невідома. Проте більшовицька «машина смерті» працювала у Драбівському районі так само, як і по всій Україні.

## Персоналії
Тривалий час працювали у Вишневому передовики сільськогосподарського виробництва, тваринники — кавалери ордена Леніна М. М. Чурко, Є. Д. Черв'як та В. Н. Черв'як.
У Вишневому народився відомий скульптор Анатолій Галян — автор художніх творів «Іван Франко і його помічники», пам'ятників Тарасу Шевченку в містах Ходорові та Сколе, Данилу Галицькому в Білорусі, Івану Підкові в Молдові, літературному герою Захару Беркуту в селі Тухля та інших. Він також є автором одного з проєктів пам'ятника Василю Симоненку в Черкасах.
- Тараскін Вячеслав Олександрович (1980-2022) — солдат Збройних Сил України, учасник російсько-української війни, що загинув у ході російського вторгнення в Україну в 2022 році.